# Hentziectypus florens
Hentziectypus florens là một loài nhện trong họ Theridiidae.
Loài này thuộc chi Hentziectypus. Hentziectypus florens được Octavius Pickard-Cambridge miêu tả năm 1896.